# Mr. Gay and Mrs.
Mr. Gay and Mrs. è un cortometraggio muto del 1907. Il nome del regista non viene riportato nei credit del film, interpretato da Linda Arvidson, Robert Harron e Anthony O'Sullivan.

## Produzione
Il film fu prodotto dall'American Mutoscope & Biograph.

## Distribuzione
Distribuito dall'American Mutoscope & Biograph, il film - un cortometraggio di 232,26 metri - uscì nelle sale cinematografiche USA il 21 dicembre 1907.